# Information géographique bénévole
Pour les articles homonymes, voir IGB.
L'information géographique bénévole (IGB) (parfois incorrectement appelée information géographique volontaire, par calque de l'anglais) est l'utilisation d'outils afin de créer, rassembler, et diffuser des données géographiques fournies bénévolement par des particuliers. L'IGB est un cas particulier du phénomène plus large de contenu créé par les utilisateurs et permet au public de prendre une part plus active à des activités telles que l'urbanisme et la cartographie. L'IGB fait partie de la néogéographie. 
L'IGB est généralement représentée sur une carte sur Internet, qui est un composant technologique crucial pour la participation de particuliers de façon collective. L'IGB est donc avant tout un produit de la cartographie collaborative, qui fait partie des systèmes d'information géographique.  
Cependant, l'IGB peut aussi englober l'information géographique descriptive, comme celle que collationne Wikipédia notamment.  